# Матьяшка
Матьяшка (словац. Matiaška) — село и одноимённая община в районе Вранов-над-Топлёу Прешовского края Словакии. В письменных источниках начинает упоминаться с 1363 года.

## География
Село расположено в южной части края, в южной части Низких Бескид, при автодороге 3630. Абсолютная высота — 211 метров над уровнем моря. Площадь муниципалитета составляет 12,29 км².

## Население
| Год:                | 1994 | 2004    | 2014    | 2024    |
| ------------------- | ---- | ------- | ------- | ------- |
| Количество человек: | 273  | 270     | 286     | 291     |
| Разница:            |      | −1,09 % | +5,92 % | +1,74 % |

По данным последней официальной переписи 2011 года, численность населения Матьяшки составляла 270 человек.